# Alice de Lusignan († 1256)
Alice de Lusignan (auch Alix de Lusignan, † 9. Februar 1256) war eine französische Adlige und durch Ehe Countess of Surrey. 

## Leben
Alice entstammte der südwestfranzösischen Adelsfamilie Lusignan. Sie war eine Tochter von Hugo von Lusignan, Graf von La Marche und von dessen Frau Isabella von Angoulême. Ihre Mutter, die aus dem südwestfranzösischen Angoulême stammte, war die Witwe des englischen Königs Johann Ohneland. Sie hatte nach dem Tod des Königs 1217 England verlassen und 1220 den südwestfranzösischen Grafen Hugo geheiratet. Damit war Alice eine Halbschwester des englischen Königs Heinrich III. Nach dem Tod ihrer Mutter folgte Alice 1247 mit mehreren ihrer Brüder einer Einladung Heinrichs nach England. Dieser plante, seine Halbgeschwister durch Besitzungen und Heiraten in England zu binden, um so die Bindung zwischen England und seinen eigenen südwestfranzösischen Besitzungen zu stärken. Alice verheiratete er im August 1247 mit dem noch minderjährigen John de Warenne, 6. Earl of Surrey (1231–1304), einem reichen Erben. Diese und weitere Bevorzugungen der ausländischen Lusignans wurden in England teils scharf kritisiert, unter anderem vom Chronisten Matthew Paris. Ihr Gatte wurde 1252 volljährig wurde und damit die Kontrolle über seine weitläufigen Besitzungen als Earl of Surrey erhielt.
Mit ihrem Mann, John de Warenne, 6. Earl of Surrey, hatte Alice drei Kinder:
- Alice (auch Eleanor) de Warenne (1251–nach 1282) ⚭ Henry de Percy († 1272);
- Isabella de Warenne (1253–1282) ⚭ John Balliol († 1315), 1292–1296 König von Schottland;
- William de Warenne (1256–1286) ⚭ Joan de Vere († 1293), Tochter des Robert de Vere, 5. Earl of Oxford.

Alice starb einen Monat nach der Geburt ihres dritten Kindes. Obwohl ihr Mann zu diesem Zeitpunkt erst 25 Jahre alt war, heiratete er überraschenderweise nicht erneut.